# Влајков споменик
Влајков споменик налази се у склопу манастира Чукљеник, у порти цркве, крај самог храма. Подигнут је Влајку Раденковићу (Стојановићу), који је био наредник регуларне српске војске и велики борац заслужан за ослобођење Лесковца и целог краја, а родом је из Голешнице код Алексинца. Погинуо је у Вучју, 22. децембра 1877. године.

## Историја
Влајко Стојановић доспео је са ратним задатком у Лесковац у најкритичнијим тренуцима око ослобођења Лесковца 1877. У првој декади децембра те године, Турци су масовно напуштали Лесковац у паничном страху од српске ослободилачке војске и Руса, како је то у Лесковац пренесено из Прокупља од оних Турака који су отуда бежали. Одбегли до Грделичке клисуре, до Копашнице, лесковачки Турци су застали и чекали да виде расплет догађаја, а за то време Лесковац је био у великом узбуђењу и недоумици: Турци отишли, а војске нема, у граду безвлашће и комешање. Тада су сами Лесковчани, махом чорбаџије, са Нешком Митровићем на челу, успоставили извесну власт; избегли лесковачки Турци из Копашнице представљали су опасност јер је било могуће да ће се вратити. Лесковчани су тада демонстрирали помоћу трикова да у Лесковцу има војске, опкољавали су стражом Лесковац, палили велике ватре на Рударској Чуки и Хисару. У таквом несигурном и опасном стању, Арбанаси са Голака су се подигли да приђу Турцима стадионираним код Копашнице па да заједнички уђу у Лесковац. У таквом критичном стању појавио се Влајко Стојановић, отишао у Ветерничко Поречје, подигао народ на устанак и са око триста устаника сачекао арбанашки башибозук, затворен у Дилавер-бегову кулу, поразио и приморао их да се повуку, али је и сам погинуо. Лесковчани су били веома захвални овом јунаку који је спречио можда један велики покољ у немоћном и без одбране граду Лесковцу. Но, и поред високе оцене жртве коју је дао Влајко Стојановић, Лесковац је чекао пуних 30 година да му гроб у Чукљенику обележи трајним спомеником, 1907. године.

## Изглед
Споменик је висок 3,25 метара, у виду пирамиде и са свих страна утиснут је текст са подацима о овом борцу. На једној страни стоји написано: „Не нам, не нам но имену твојему”. На западној страни: „Овде лежи четовођа Владимир син Стојана и Стане Раденковић рођен у Галешници, окр. алексиначки, 14. септембра 1850 год”. На јужном делу је записано: „Погину у борби за свога краља, веру и отаџбину 22. децембра 1877 год. бранећи се са усташама ср. лесковачког у Вучју. Вечна му памет”. На источном делу споменика су следећи подаци: „Белег овај подиже му благодарни народ среза Лесковачког руковођен својим врлим ср. начелником Миланом Стефановићем. Слава му”.
Остала је забележена песма:
Звоно, звони, глас се чује,
Мајка сина са'рањује:
— Сине Влајко, медна уста,
Остаде ти кућа пуста.
Мртва глава проговара:
— Неје, мајке, кућа пуста,
Кућу ће ми други кући.

У песми се продужује дијалог између мртвог Влајка и његове мајке и на крају песме је закључак: 
Неје, мајке, сабља пуста,
Сабљу ће ми други паше,
Но је, мајке, мајка пуста,
Више мајка нема Влајка!